# Aleksej Veselovskij
Aleksej Nikolajevitj Veselovskij (ryska: Алексей Николаевич Веселовский), född 9 juli (gamla stilen: 27 juni) 1843 i Moskva, död där 25 november 1918, var en rysk litteraturvetare. Han var bror till Aleksandr Veselovskij och far till Jurij Veselovskij.
Veselovskij ägnade sig företrädesvis åt den nyare litteraturhistorien. Hans första studie gällde musiken hos slaverna (1866). Bemärkt blev hans arbete Deutsche Einflüsse auf das alte russische Theater (1875). Mest bekant är Zapadnoje vlijanìe v russkoj literaturje (1882; fjärde upplagan 1910), en litteraturhistorisk undersökning om västerländska litteraturströmningar i Ryssland. Dessutom skrev han grundliga studier om bland andra Aleksandr Gribojedov, Jonathan Swift (1877), Molière (1878), George Gordon Byron (1902) och Aleksandr Herzen (1909). I "Kultur der Gegenwart" författade han avdelningen om den ryska litteraturen.

## Fotnoter
1. 1 2  Gemeinsame Normdatei, Deutsche Nationalbibliotheks katalog-id-nummer: 1217499837749153-1, läst: 13 augusti 2015.[källa från Wikidata]
2. 1 2  Gemeinsame Normdatei, Deutsche Nationalbibliotheks katalog-id-nummer: 1217499837749153-1, läst: 8 mars 2015.[källa från Wikidata]
3. ↑  Tjeckiska nationalbibliotekets databas, NKC-ID: js2017944776, läst: 18 december 2022.[källa från Wikidata]
4. 1 2  Semjon Vengerov, Веселовский, Алексей Николаевич, Entsiklopeditjeskij slovar'.[källa från Wikidata]
5. ↑  Tjeckiska nationalbibliotekets databas, NKC-ID: js2017944776, läst: 23 februari 2023.[källa från Wikidata]